# Cotoneaster confusus
Cotoneaster confusus är en rosväxtart som beskrevs av Gerhard Klotz. Cotoneaster confusus ingår i släktet oxbär, och familjen rosväxter. Inga underarter finns listade i Catalogue of Life.